# Інтелектуальна скромність
Інтелектуальна скромність — визнання того, що чиїсь переконання та думки можуть бути хибними. Інші характеристики, які можуть супроводжувати інтелектуальну скромність, включають недостатнє супроводження власного статусу та прийняття своїх інтелектуальних обмежень.
Інтелектуальна скромність (ІС) часто описується як інтелектуальна чеснота. Поняття розглядають разом з іншими сприйнятими чеснотами та пороками, такими як відкритість до нових ідей, інтелектуальну мужність, зарозумілість, марнославство та услужливість. Представляється як своєрідна золотм середина між інтелектуальною зарозумілістю / догматизмом з одного боку та інтелектуальною услужливістю / невпевненістю / сором'язливістю, з іншого.

## Визначення
Хоча інтелектуальна скромність (ІС) як самостійна галузь дослідження є достатньо новою, вченими багато століть тому досягнуто паритету думок. Зокрема, Вацлав Бонк та ін. визнають погляди класичного грецького філософа Сократа за «ідеальний приклад» ІС. Дослідження Абрагама Маслоу, Карла Роджерса та Гордона Олпорта вводять поняття покори та скромності в оцінці своїх знань без використання терміна «інтелектуальна скромність».
У 1990 році Річард Пол представив ІС як схильність до критичного мислення, взаємозалежну з іншими рисами, такими як інтелектуальна сміливість. Він визначив її як «усвідомлення меж своїх власних знань, включаючи чутливість до обставин, за яких його вроджений егоцентризм може діяти як самообман; чутливість до прихильності та упередженості й обмеження своєї точки зору». Пол також зазначив: «Це не означає безхребетності чи покірності людини. Скоріше — це означає відсутність інтелектуальної претензійності, хвалькуватості чи зарозумілості в поєднанні з розумінням логічних основ або відсутністю таких основ своїх переконань».
Одне з перших цілеспрямованих досліджень ІС було проведено Робертсом і Вудсом у 2003 році. Значна частина літератури з цієї проблематиеи стосується спроб сформулювати визначення. Концепції смирення включають правильну віру, недооцінку сил, низьку стурбованість, володіння обмеженнями, а також семантичні кластери, кластер ставлень і управління впевненістю.
Вчений В. П. Філатов, до мертоновського етосу науки окрім інтелектуальної скромності запропонував й інші додаткові норми: оригінальність, емоційна нейтральність та незалежність.
Інтелектуальна скромність, на думку «справжніх» раціоналістів, передбачає усвідомлення обмеженості окремої людини, чиї знання залежать від інших людей. Український дослідник Тарас Добко звертає увагу, що ІС, перш за все, із самокритичністі, а також разом із безкорисливим прагненням знань, любові до істини і бажання звільнитися від помилки, інтелектуальної чесності та відкритості, безсторонності в судженнях, толеранції щодо критики та опонуючої думки, допитливість і цікавість — це лише неповний список прикмет моральної постави інтелектуала, пошану до якої покликаний прищеплювати молодій людині сучасний університет.

### Доксастичне визначення
Ян М. Черч та Пітер Л. Самуельсон запропонували доксастичний  опис інтелектуальної скромності. Вони розглядали ІС як чесноту оцінки власних переконань «як він чи вона повинні». Вони стверджували, що смирення є «чеснотною серединою» між зарозумілістю та самоприниженням. 
Це визначення передбачає, що люди є інтелектуально зарозумілими, коли вони помилково оцінюють свої інтелектуальні здібності як вищі, ніж виправдано, в результаті чого вони стають більш замкнутими та упередженими, ніж інтелектуально скромна людина. Інтелектуально невпевнені люди — це ті, хто не в змозі «належним чином визнати чи оцінити свої інтелектуальні досягнення». Така людина менш схильна вступати у дискусію, коли стикається з неправдивою інформацією. 

#### Наукові статті
- Bąk, Wacław; Wójtowicz, Bartosz; Kutnik, Jan (2022). Intellectual humility: an old problem in a new psychological perspective. Current Issues in Personality Psychology. 10 (2): 85—97. doi:10.5114/cipp.2021.106999. ISSN 2353-4192.
- Davis, Don E.; Rice, Kenneth; McElroy, Stacey; DeBlaere, Cirleen; Choe, Elise; Van Tongeren, Daryl R.; Hook, Joshua N. (2016). Distinguishing intellectual humility and general humility. The Journal of Positive Psychology. 11 (3): 215—224. doi:10.1080/17439760.2015.1048818. ISSN 1743-9760.
- Gertler, Brie (2020), Zalta, Edward N. (ред.), Self-Knowledge, The Stanford Encyclopedia of Philosophy (вид. Spring 2020), Metaphysics Research Lab, Stanford University, процитовано 4 листопада 2023
- Haggard, Megan; Rowatt, Wade C.; Leman, Joseph C.; Meagher, Benjamin; Moore, Courtney; Fergus, Thomas; Whitcomb, Dennis; Battaly, Heather; Baehr, Jason (2018). Finding middle ground between intellectual arrogance and intellectual servility: Development and assessment of the limitations-owning intellectual humility scale. Personality and Individual Differences (англ.). 124: 184—193. doi:10.1016/j.paid.2017.12.014. ISSN 0191-8869.
- McElroy, Stacey E.; Rice, Kenneth G.; Davis, Don E.; Hook, Joshua N.; Hill, Peter C.; Worthington, Everett L.; Van Tongeren, Daryl R. (2014). Intellectual Humility: Scale Development and Theoretical Elaborations in the Context of Religious Leadership. Journal of Psychology and Theology (англ.). 42 (1): 19—30. doi:10.1177/009164711404200103. ISSN 0091-6471.
- Leary, Mark R. (2018), The Psychology of Intellectual Humility (PDF), John Templeton Foundation
- Leary, Mark R.; Diebels, Kate J.; Davisson, Erin K.; Jongman-Sereno, Katrina P.; Isherwood, Jennifer C.; Raimi, Kaitlin T.; Deffler, Samantha A.; Hoyle, Rick H. (2017). Cognitive and Interpersonal Features of Intellectual Humility. Personality & Social Psychology Bulletin. 43 (6): 793—813. doi:10.1177/0146167217697695. ISSN 0146-1672. PMID 28903672.
- Lynch, Michael P.; Johnson, Casey Rebecca; Sheff, Nathan; Gunn, Hanna (2016), Intellectual Humility in Public Discourse. Literature Review, University of Connecticut
- Samuelson, Peter L.; Jarvinen, Matthew J.; Paulus, Thomas B.; Church, Ian M.; Hardy, Sam A.; Barrett, Justin L. (2015). Implicit theories of intellectual virtues and vices: A focus on intellectual humility. Journal of Positive Psychology (English) . 10 (5): 389—406. doi:10.1080/17439760.2014.967802. ISSN 1743-9760. {{cite journal}}: |hdl-access= вимагає |hdl= (довідка)
- Whitcomb, Dennis; Battaly, Heather; Baehr, Jason; Howard-Snyder, Daniel (2017). Intellectual Humility: Owning Our Limitations. Philosophy and Phenomenological Research (англ.). 94 (3): 509—539. doi:10.1111/phpr.12228.
- Zmigrod, Leor; Zmigrod, Sharon; Rentfrow, Peter Jason; Robbins, Trevor W. (2019). The psychological roots of intellectual humility: The role of intelligence and cognitive flexibility. Personality and Individual Differences (англ.). 141: 200—208. doi:10.1016/j.paid.2019.01.016. ISSN 0191-8869.

#### Книги
- Aberdein, Andrew (2020). Intellectual Humility and Argumentation. У Alfano, Mark; Lynch, Michael; Tanesini, Alessandra (ред.). The Routledge Handbook of the Philosophy of Humility. Routledge. с. 325—334. Процитовано 4 листопада 2023. Paul is the only theorist in Ritchhart’s survey to propose intellectual humility as a critical thinking disposition
- Church, Ian; Samuelson, Peter (2016). Intellectual Humility: An Introduction to the Philosophy and Science. Bloomsbury Publishing. ISBN 978-1-4742-3675-1.
- Paul, Richard (1990). Critical Thinking: What Every Person Needs to Survive in a Rapidly Changing World. Center for Critical Thinking and Moral Critique, Sonoma State University. с. 54, 194. ISBN 0944583040. LCCN 90-80195.
- Snow, Nancy E. (2018). 15. Intellectual Humility. У Battaly, Heather (ред.). The Routledge Handbook of Virtue Epistemology (англ.). Routledge. ISBN 978-1-317-49528-4.